# Neusticurus rudis
Espèce
Synonymes
- Neusticurus dejongi Brongersma, 1927
- Neusticurus surinamensis Müller, 1923

Neusticurus rudis est une espèce de sauriens de la famille des Gymnophthalmidae.

## Répartition
Cette espèce se rencontre au Venezuela, au Guyana, au Suriname, en Guyane et au Brésil en Amapá et au Pará.

## Publication originale
- Boulenger, 1900 : Report on a collection made by Messrs F. V. McConnell and J. J. Quelch at Mount Roraima in British Guiana. Reptiles. Transactions of the Linnean Society of London, sér. 2, vol. 8, p. 53–54 (texte intégral).